# Flautas de Colores
Flautas de Colores je české kvarteto zobcových fléten, které bylo založeno v roce 2010.
Členkami souboru jsou Pavla Ryšavá, Helena Smékalová, Anna Todorová a Martina Komínková, která je současně také uměleckou vedoucí.
Repertoár souboru je tvořen originálními skladbami, které jsou určeny pro zobcové flétny (období renesance, baroka a 20. a 21. století), ale také množstvím zajímavých aranží (např. David a Goliáš od J. Ježka nebo Take Five od P. Desmonda).